# Le Sphinx
Le Sphinx (deutsch „Der Sphinx“) war ein in Frankreich hergestellter Streifenschieber. Er diente zur Verschlüsselung und Entschlüsselung von Texten, beispielsweise von Funktelegrammen (FTs).

## Geschichte
Entwickelt wurde das einfache kryptologische Gerät um 1930 von der Société des Codes Télégraphiques Georges Lugagne in Paris. Es bestand aus zehn verschiebbaren Alphabetstreifen, die in einem Rahmen aus Aluminium untergebracht waren und zueinander verschoben werden konnten. Jeder Streifen bestand aus zwei Stäben, die als Paar zusammen verwendet wurden. Der eine repräsentierte den Klartextbuchstaben, der andere den dazugehörigen Geheimtextbuchstaben. Jeder Stab ist mit den 26 Großbuchstaben des lateinischen Alphabets in ihrer „natürlichen“ (alphabetischen) Reihenfolge beschriftet, allerdings mit jeweils einem anderen Buchstaben beginnend. Es handelt sich hier also um „verschobene“ Alphabete. Im Gegensatz zu den ersten zehn Stäben, weisen die zweiten zehn Stäbe revertierte Alphabete auf. 
Die Stäbe können mithilfe von Drehknöpfen verschoben werden. Zum Einstellen und Ablesen des Klar- beziehungsweise des Geheimtextes sind zwei feste Linealfenster vorhanden. Dabei werden jeweils zehn Buchstaben parallel ver- oder entschlüsselt.
Zu dem Gerät gibt es das US‑Patent 1.956.384 vom 24. April 1934. Erfinder war A. Gentet.

## Sicherheit
Die Sicherheit der Verschlüsselung basiert auf der Anzahl der möglichen Kombinationen für die Anordnung der Stäbe. Bei 20 Stäben gibt es dafür 20! (Fakultät) Möglichkeiten, das sind 2.432.902.008.176.640.000 Fälle. Trotz dieser großen Anzahl möglicher Anordnungen bietet Le Sphinx nur eine geringe Chiffriersicherheit. Dies liegt hauptsächlich daran, dass sich die Anordnung der Alphabete im Verlauf einer Nachricht nicht ändert. Wenn eine Nachricht lang genug ist, kann sie durch Häufigkeitsanalyse gebrochen werden.